# Robert K. Merton
Robert King Merton (původním jménem Meyer Robert Schkolnick, syn židovských uprchlíků z Ruska; 4. července 1910, Filadelfie, Pensylvánie – 23. února 2003, New York) byl americký sociolog, představitel sociologického funkcionalismu, profesor Columbia University v New Yorku. Je považovaný za jednoho z největších sociologů své doby a otce sociologie vědy. Zavedl do sociologie pojem sociologické paradigma. Za svůj život vydal více než 20 knih a napsal přes 300 článků a recenzí. V roce 1994 obdržel od prezidenta USA Billa Clintona Národní vyznamenání za vědu za “položení základů sociologie vědy a průkopnický přínos ke studiu společenského života, zejména pak sebenaplňující předpovědi a nezamýšlených důsledků společenského jednání.”

## Život
Merton se narodil jako mladší ze dvou dětí. Od dětství se zajímal o vědu, historii a literaturu. Ve 14 letech si změnil jméno na Roberta Kinga Mertona.
V domovské Filadelfii studoval střední školu a navštěvoval také další instituce, které mu pomohly formovat jeho myšlení, jako Carnegieho knihovnu, Hudební akademii nebo Muzeum umění.
Svá vysokoškolská studia započal na Temple University ve Filadelfii, kde působil jako asistent sociologa George E. Simpsona. Nakonec získal bakalářský titul z filosofie a sociologie.  Pro pokračování svého studia si vybral Harvardovu univerzitu. K tomuto kroku se rozhodl po setkání se sociologem, Pitirimem Alexandrovičem Sorokinem, který v té době působil jako vedoucí katedry sociologie na této univerzitě. Mezi lety 1931 až 1937 byl žákem T. Parsonse. Svá studia úspěšně zakončil získáním doktorátu.
Po vystudování se Merton rozhodl pro akademickou dráhu. V roce 1939 začal pracovat na Tulane University a v roce 1941 odešel na Kolumbijskou univerzitu. Zde působil až do roku 1979. Učit přestal v roce 1984. Zemřel v 23. února 2003 v New Yorku.
Robert King Merton se za svůj život dvakrát oženil a se svojí první manželkou měl tři děti – syna a 2 dcery. Jeho druhou manželkou, která ho přežila, byla socioložka a Mertonova spolupracovnice Harriet Zuckermanová.
Jeho syn – Robert C. Merton je známým ekonomem – laureátem Nobelovy ceny za ekonomii.

## Mertonův funkcionalismus
Mertonova varianta funkcionalismu se lišila od verzí jeho předchůdců, jako byli Bronislaw Malinowski nebo Alfred R. Radcliffe-Brown. Byla více propracovaná a dala se lépe aplikovat na moderní společnost. Zatímco původní teorie sociologického funkcionalismu počítala pouze s pozitivními funkcemi, Merton říkal, že funkce jsou nejen pozitivní, ale existují i takové, které mají negativní dopad. Ve své variantě funkcionalismu proto dělí funkce do dvou skupin, podle jejich dopadu na společnost: na pozitivní funkce a dysfunkce.
Ve svém díle navázal na Parsonse a dál rozpracoval jeho teorie. Reagoval na kritiku strukturního funkcionalismu ze strany konfliktualistů. Zavedl pojmy manifestní a latentní funkce: Manifestní funkce jsou zjevné, vychází z vědomých intencí aktérů, kteří sledují určitý cíl, zatímco latentní funkce jsou skryté a jejich význam není aktérům známý.
Podle Mertona je pro sociologii klíčové zejména zkoumání latentních funkcí. Jejich odkrývání má podle něj velký přínos pro sociologii.

## Teorie středního dosahu
Základem sociologického zkoumání by měly podle Mertona být teorie středního dosahu. Reagoval tím na tehdejší rozdvojený stav sociologie. Tvorba teorií středního dosahu má být kompromisem mezi na jedné straně velkými a všeobecnými teoriemi společnosti, jako byla ta Parsonsova, které byly příliš vzdálené od empirické zkušenosti, na druhé straně suchými empirickými výzkumy, popisujícími pouze konkrétní skutečnosti bez nějaké teoretické zobecnitelnosti.
Teorie středního dosahu jsou podle Mertona výhodné, díky své empirické ověřitelnosti a dají se použít na širokou škálu jevů. Upřednostňoval je před rozsáhlými teoretickými schématy, typickými zejména pro přírodní vědy.

## Mertonův pojem anomie
Pojem anomie vznikl v době Velké hospodářské krize v roce 1929, kdy došlo ke zhroucení hodnot a krizi americké společnosti. Za zakladatele je považován Émile Durkheim. Merton se však na anomii díval jinak než on. Podle něj, existují různé formy přizpůsobení se na anomickou situaci.
Americká společnost staví na první místo svého žebříčku hodnot úspěch. To je cíl, ke kterému se všichni snaží směřovat a pomocí tvrdé práce ho mohou dosáhnout. Krize ale ukázala, že ani ta nemusí vždy stačit k úspěchu.
Na anomickou situaci se dá, podle Mertona, reagovat pěti různými způsoby, pomocí nichž jsou lidé schopni dosáhnout svých cílů. Jsou to konformita, inovace, ritualismus, únik a rebelie.
1. konformita – Konformisté se snaží dosáhnout všeobecně uznávaných cílů prostředky, které jsou všeobecně přijímané a přijatelné. Pokud je společnost stabilní, jedná se o nejrozšířenější typ adaptace.[18]
2. inovace – Inovátoři mají stejně jako konformisté cíle uznávané společností, ale k jejich dosažení používají své vlastní metody. Inovátoři mohou být jak třeba zloději nebo podvodníci tak vynálezci. Podle Mertona je možné, že se inovátoři uchylují k nelegitimním prostředkům dosažení cílů proto, že neexistují prostředky legitimní. Lidé reagují “normálně” na “nenormální” situaci.
3. ritualismus – Ritualisté sice už neuznávají, nebo zapomněli na společenské hodnoty a cíle, ale přesto dodržují již existující pravidla a normy. Příkladem může být stereotypní práce s minimální příležitostí ke kariérnímu růstu.
4. únik – Takzvaní „odpadlíci“[19] jsou před většinovou společností uzavřeni sami do sebe. Odmítají cíle společnosti i způsoby jejich dosažení. Může se jednat například o tuláky nebo drogově závislé, nebo naopak jedince s nadčasovými názory.
5. rebelie – Rebelové se snaží nahradit existující hodnoty jinými, tedy úplně změnit strukturu společnosti. To je odlišuje od odpadlíků, kteří hodnoty a cesty také odmítají, ale nesnaží se o dosazení nových. Může se jednat například o členy radikálních politických nebo náboženských hnutí, ale i lidi stavící se například proti diktatuře.[19]

| Způsob adaptace                                              | Kulturní cíle/hodnoty společnosti | Institucionalizované prostředky |
| Konformismus                                                 | +                                 | +                               |
| Inovace                                                      | +                                 | -                               |
| Ritualismus                                                  | -                                 | +                               |
| Únik                                                         | -                                 | -                               |
| Vzpoura                                                      | ±                                 | ±                               |
| (+ = přijetí; - = odmítání; ± = odmítání a snaha o nahrazení |                                   |                                 |
| Zdroj: Soudobá sociologická teorie                           |                                   |                                 |

## Dysfunkce byrokracie
Merton se věnoval struktuře byrokracie, kdy vycházel z analýzy byrokracie Maxe Webera. Definoval pojem dysfunkce byrokracie. Hlavní problém spatřoval v situaci, kdy se úředník příliš soustředí na dodržování všech předpisů a vysokou disciplinovanost.
Může dojít až k tomu, že se dodržování pravidel stává konečnou hodnotou. Kvůli oddanosti k pravidlům se byrokrat hůře adaptuje na nové podmínky. Stává se neefektivním do té míry, že kvůli svázanosti pravidly není schopný pomoct svým klientům.
Dalším problém byrokracie je podle Mertona odosobnění vztahů na pracovišti, což vede k neschopnosti byrokratů přistupovat individuálně k jednotlivým klientů.

## Sociologie vědy
Merton položil základy k sociologii vědy. Tato disciplína by podle Mertona měla zkoumat, do jaké míry jsou jednotlivé obory vědecké. Existují podle něj obecná kritéria vědecké zralosti – rozlišuje vědy na zralé a nezralé. Snažil se zformulovat čtyři základní imperativy sociologa jako vědce:
1. univerzalismus – Věda je univerzální, není závislá na hranicích státu, na rase, národnosti, na filosofické nebo světonázorové orientaci, je majetkem všeho lidstva.
2. komunismus (odkazuje na původní význam tohoto slova) – Základní vědecké objevy jsou výsledkem kooperace a výsledkem společné práce ve věde. Ani ti, podle nichž byly nazvány vědecké zákony, nejsou jejich vlastníky. Vědecké bádání má mimotržní charakter.
3. dezinteresovanost – osobní zájmy nemají vstupovat do tvorby vědeckého poznání. Merton si byl vědom, že tento příkaz je nejspornější.
4. organizovaný skepticismus – přikazuje respektovat autoritu, ale nepodřizovat jí výsledky bádání. Každý vědec musí být skeptický, protože autoritami jsou většinou omylní lidé, což vede ke konfliktu uvnitř komunity.

## Mertonovy koncepty
Merton během své celoživotní práce vyvinul několik konceptů, které byly jedním z důvodů jeho ocenění Národní vyznamenání za vědu v roce 1994.
- Nezamýšlené důsledky – výsledky jednání, které nejsou očekávány. Merton tomuto pojmu zjednal status vědeckého pojmu. Rozdělil nezamýšlené důsledky do dvou kategorií:
  - Eufunkční – neočekávaná pozitivní výhoda, např. škola přináší dětem znalosti, ale zároveň je drží od trhu pracovních příležitostí[21]
  - Dysfunkční – neočekávané nevýhody, např. firma vyrábí produkt, aby vyhovoval zákazníkovi co nejvíce (dobrý úmysl), ale zároveň touto výrobou ničí životní prostředí[22]
- Referenční skupina – skupina, od níž odvozujete své hodnoty a normy chování[23]
- Vzor – osoba, kterou člověk obdivuje a snaží se jí napodobit.[24] Koncept vznikl z jeho dalšího konceptu o referenční skupině. V první Mertonově studii na toto téma poukazuje hlavně na to, že člověk nemá pouze jednu roli a status, ale celou sadu statusů, kdy každý vyžaduje určité chování.[25]
- Sebenaplňující proroctví – očekávaní nějaké události, která by mohla nastat, způsobí to, že se událost opravdu stane.[26] Z definice vyplývá, že optimistům se daří více než pesimistům.[27] (Jak se prosadit a přesvědčit ostatní: prosaďte své návrhy, nápady a projekty, 35)  Pokud je předpověď negativní říká se jí Golemův efekt, pokud pozitivní Pygmalion efekt.[28]

## Významná díla
- Social Theory and Social Structure (1949)
- On the Shoulders of Giants: A Shandean Postsript (1965)
- The Sociology of Science (1973)
- Sociological Ambivalence and Other Essays (1976)
- On Social Structure and Science